# Armentières
Armentières je obec v severovýchodní Francii v regionu Hauts-de-France v departementu Nord. Žije zde přibližně 26 tisíc obyvatel. Je součástí metropolitní oblasti města Lille, od kterého leží směrem na severozápad, konkrétně na hranici s Belgií na pravém břehu řeky Leie.
Partnerským městem jsou mj. české Litoměřice.

## Historie
Pod francouzskou správou je obec od roku 1668 (podobně jako další obce v Francouzském Vlámsku). V říjnu 1914 se zde během první světové války udála bitva u Armentières.